# Kaure jezik
Kaure jezik (kaureh; ISO 639-3: bpp), najvažniji jezik istoimene porodice kojim govori oko 450 Papuanaca (1995 SIL) iz istoimenog plemena Kaure, u kraju jugozapadno od indonezijskog jezera Sentani na rijeci Nawa, na otoku Nova Gvineja. Sela: Lereh, Harna, Wes, Masta i Aurina, kabupaten Jayapura (Grimes 2000)
.
Drugi autori spominju još neka sela: Soar, Serebu, Abun, Siberi, Takana, Koisua, Seresere, Kaureh, Sewet, Yamkire, Piombi (Silzer & Heikkinen 1984)

## Vanjske poveznice
- Ethnologue (14th)
- Ethnologue (15th)